# پروبوشتوو
پروبوشتوو (به چکی: Proboštov) یک منطقهٔ مسکونی در جمهوری چک است که در ناحیه تپلیتسه واقع شده‌است. پروبوشتوو ۳٫۷۴ کیلومتر مربع مساحت و ۲٬۵۹۹ نفر جمعیت دارد و ۲۴۵ متر بالاتر از سطح دریا واقع شده‌است.